# Bokor
Un bokor (masculí) o caplata (femení) és un sacerdot vodú que fa feina per encàrrec i qui es diu que serveix als loa "amb les dues mans", practicant tant el bé com el mal. La seva màgia inclou la creació de zombis i l'elaboració de ouangas, talismans on resideix un esperit.

## Descripció
Els bokor, personatges comuns als contes haitians, sovint s'associen amb la creació de zombis a través de l'ús d'un beuratge o poció que normalment conté verí extret del peix globus (tetrodotoxina). Aquesta poció indueix a qui la consumeix a un estat semblant a la mort, motiu pel qual és sovint enterrat. Després, el bokor retornaria per a exhumar el "cadàver" i forçar-lo a obeir la seva voluntat, normalment per a fer tasques manuals. Sovint li fa prendre drogues al·lucinògenes, com la datura d'estramoni, que els fa entrar en un transit semblant a un estat oníric. Tot això sotmet a la víctima a una situació de control mental en que, si bé està viva, no té cap control sobre el que fa o diu. En aquest sentit, quan la persona ha estat "reanimada" des de la tomba o, com a mínim, obligada a treballar pel bokor, se l'anomena "zombi". Tot i això, moltes llegendes prescindeixen d'aquesta explicació i retraten al bokor aixecant cossos morts, un cop l'ànima els ha abandonat, per a convertir-los en zombies.
A més, es diu que els bokors treballen amb astrals zombi (ànimes o esperits que són capturats dins fetitxes i que es fan servir per a incrementar el poder del bokor. Els bokors normalment treballen amb els loas Legba, el Baró Samedi, Kalfu i Simbi (serp loa) i, en alguns casos, també es diu que ho fan amb Grand Bois, el loa del bosc
Alguns poden ser houngans (sacerdots) en una casa vodú. Normalment se'ls escull en el seu naixement, si es veu que poden suportar un gran ase o poder. Tot i que pot fer servir el seu poder amb finalitats bones i dolentes, varies fonts (basades en criteris judeo-cristians) els consideren la versió maligna del houngan.